# Madawaska Valley (Ontario)
Madawaska Valley – gmina (ang. township) w Kanadzie, w prowincji Ontario, w hrabstwie Renfrew. Aktualnie wójtem gminy jest David Shulist.
Powierzchnia Madawaska Valley to 670,14 km².
Według danych spisu powszechnego z roku 2001 Madawaska Valley liczy 4406 mieszkańców (6,57 os./km²).